# Municipio de Warren (condado de Putnam)
El municipio de Warren (en inglés: Warren Township) es un municipio ubicado en el condado de Putnam en el estado estadounidense de Indiana. En el año 2010 tenía una población de 3929 habitantes y una densidad poblacional de 52,27 personas por km².

## Geografía
Según la Oficina del Censo de los Estados Unidos, tiene una superficie total de 75.17 km², de la cual 75.06 km² corresponden a tierra firme y (0.14%) 0.11 km² es agua.

## Demografía
Según el censo de 2010, había 3929 personas residiendo. La densidad de población era de 52,27 hab./km². De los 3929 habitantes, estaba compuesto por el 69.38% blancos, el 28.28% eran afroamericanos, el 0.23% eran amerindios, el 0.18% eran asiáticos, el 0.08% eran isleños del Pacífico, el 1.48% eran de otras razas y el 0.38% pertenecían a dos o más razas. Del total de la población el 3.21% eran hispanos o latinos de cualquier raza.